# Google Web Toolkit
Google Web Toolkit (GWT) è un set di tool open source che permette agli sviluppatori web di creare e manutenere complesse applicazioni front-end JavaScript, scrivendole in Java. Il codice sorgente Java può essere compilato su qualsiasi piattaforma con i file Ant inclusi. È distribuito sotto licenza Apache 2.0.
Punti di forza di GWT sono la riusabilità del codice, la possibilità di realizzare pagine web dinamiche mediante le chiamate asincrone di AJAX, la gestione delle modifiche, il bookmarking, la localizzazione e la portabilità fra differenti browser.